# AIFO
La société AIFO S.p.A., acronyme de « Applicazioni Industriali Fiat OM », est un constructeur de moteurs industriels dérivés de moteurs originels du groupe Fiat S.p.A. qui comprend les marques Fiat V.I. et OM, situé à Turin, en Italie.
La société est entièrement contrôlée par Fiat V.I..

## Histoire
Le groupe Fiat est présent dans tous les secteurs du transport de personnes et de marchandises. Sa gamme comprend les automobiles, les véhicules utilitaires légers, les camions moyens et lourds et véhicules pour convois exceptionnels, les engins militaires (camions, blindés, chars d'assaut), les avions, les trains, les motorisations pour navires de plaisance et marchands, les centrales d'énergie, etc.
Dans les années 1960, avec le fort développement de la demande, la direction du groupe Fiat décide de concentrer ses activités motoristes industrielles en une seule entité afin d'unifier techniquement ses productions et satisfaire la demande extérieure au groupe qui prend une part toujours plus importante dans son activité.
En 1965, la société AIFO S.p.A. est créée, elle est rattachée à Fiat V.I.. Sa vocation est la transformation des moteurs diesel et gaz de Fiat V.I. et la gamme des petits moteurs de Fiat Grandi Motori pour des utilisations industrielles fixes ou mobiles. Les réglages d'un moteur de camion ne sont pas les mêmes que ceux d'un groupe électrogène. Pour un camion on recherche la puissance et les reprises, pour un groupe électrogène, on recherche le couple à régime constant en fonctionnement prolongé.
Le constructeur propose des moteurs modernes, à hautes performances et conformes aux directives concernant les émissions gazeuses. Les normes strictes de fabrication et les essais d’homologations sévères assurent une fiabilité exceptionnelle même dans les pires conditions d’exploitation.
La gamme AIFO (en 1965) présente des familles de moteurs 4, 6 et 8 cylindres avec les plages de puissances suivantes :
- 40 à 400 Cv pour le secteur agricole,
- 40 à 200 Cv pour les motopompes,
- 40 à 500 Cv pour l'industrie et groupes électrogènes,
- 60 à 1.500 Cv pour la marine professionnelle et les centrales d'énergie au gaz,
- 40 à 300 Cv pour les systèmes anti incendie / Sprinklers.

L'usine dédiée à cette activité est implantée à Pregnana Milanese, dans la banlieue de Milan. Elle a une capacité de 20.000 unités par an.

## IVECO Motors
En 1975, avec la création d'IVECO, fusion des sociétés européennes du groupe Fiat V.I., AIFO S.p.A. est renommée IVECO AIFO S.p.A.. L'usine de Pregnana Milanese est agrandie afin de porter la production à 30.000 unités annuelles avec l'adjonction de la production boîtes de vitesses.
En 2004, le nom AIFO disparaît et la dénomination sociale devient IVECO Motors. D'autres sites de fabrication sont créés en Argentine, au Brésil et en Chine.

## FPT Industrial
En 2005, le groupe Fiat S.p.A. se scinde en deux holdings, l'une spécialisée dans l'automobile, l'autre dans les secteurs industriels, Fiat Industrial. Une nouvelle entité voit le jour sous le nom de Fiat Powertrain Technologies qui, très vite sera aussi scindée en deux, chacune dans sa spécialité. L'ancienne société AIFO devenue Iveco Motors est englobée dans FPT Industrial en 2011.
Les productions les plus technologiquement avancées sont toujours assurées dans l'usine italienne de Pregnana Milanese. Elle a une capacité de 50 000 unités par an, l'usine occupe une superficie de 72 000 m2 dont 37 000 couverts. Les sites de production en Argentine, au Brésil et en Chine connaissent également un grand essor avec une forte demande sur leurs marchés locaux. La gamme de moteurs est parmi la plus étendue du marché allant de 40 à 2 500 ch.
L'activité comprend 3 secteurs spécifiques :
- Moteurs industriels pour des utilisations dans les domaines : 
  - agricole
  - engins de travaux publics
  - transport ferroviaire
  - activité forestière
  - activités portuaires
  - lutte contre l'incendie / sprinklers

- Moteurs à poste fixe : 
  - motopompes / irrigation
  - groupes électrogènes
  - postes de soudure
  - spéciaux

- Moteurs marins : 
  - bateaux de pêche
  - navires de plaisance
  - marine professionnelle.

## Histoire des moteurs industriels du groupe Fiat
Cette activité débute en 1903 avec le lancement des premiers véhicules industriels et commerciaux Fiat et se poursuit...
- 1903 - 1er moteur essence pour des véhicules industriels et commerciaux,
- 1908 - 1er moteur diesel pour des applications industrielles,
- 1918 - 1er moteur essence pour un tracteur agricole,
- 1931 - 1er moteur diesel pour un camion,
- 1934 - Dépôt du brevet Fiat pour l'injection directe sur les moteurs diesel,
- 1938 - 1er constructeur à fabriquer un moteur diesel turbocompressé,
- 1965 - création de la société AIFO SpA - Applications Industrielles Fiat-OM, 1er regroupement des activités industrielles dérivées des mécaniques Fiat V.I. et OM,
- 1985 - 1er moteur diesel de petite cylindrée à injection directe turbocompressé pour des utilisations industrielles permanentes,
- 1er moteur commercialisé avec un système de recirculation des gaz d'échappement EGR,
- 1990 - intégration du centre de recherche Saurer Motorenforschung d'Arbon, en Suisse,
- 1992 - 1er constructeur à produire en série des moteurs diesel avec contrôleurs électroniques EDC (Electronic Diesel Control), système généralisé et repris depuis par tous les concurrents,
- 1993 - Brevet de la chambre double cuvette de combustion rentrante,
- 1998 - 1er constructeur à utiliser sur ses moteurs diesel de toutes cylindrées des turbocompresseurs à géométrie variable. Système VGT (Variable Geometry Turbocharger) notamment sur les moteurs de poids lourds et extra lourds,
- 1998 - Brevet du système Common Rail pour les moteurs à injection directe,
- 1998 - 1er moteur industriel avec injection directe common rail commercialisé, lancement de la gamme de moteurs CURSOR et VECTOR,
- 1999 - rachat du constructeur français de groupes électrogènes Houvenaghel-Hennequin et création de 2H Energy[1],
- 2000 - lancement de la série de moteurs de moyenne cylindrée TECTOR-NEF avec système injection directe Common Rail,
- 2002 - 1er constructeur à faire fonctionner des moteurs industriels avec d'autres énergies telles que le CNG-Compressed Natural gas, gaz naturel et le méthane, 1re application sur les véhicules commerciaux,
- 2004 - IVECO Aifo devient IVECO Motors,
- 2005 - naissance de FPT-Fiat Powertrain Technologies, pôle regroupant l'ensemble des centres de recherche et développement du groupe Fiat ainsi que les usines de fabrication de moteurs avancés et développement de nouvelles technologies, IVECO Motors, AIFO et FIAT Powertrain,
- 2005 - Brevet système SCR-Only, système de traitement de la combustion sans obligation de recycler les gaz d'échappement pour respecter les normes Euro IV & V,
- 2006 - création d'une filiale en Chine : SFH Powertrain Technologies,
- 2011 - scission au sein du groupe FIAT S.p.A. entre les secteurs automobile et industriel, création de Fiat Automobiles et Fiat Industrial, création de FPT Industrial,
- 2012 - Brevet du système Hi-eSCR pour la réduction des rejets d'échappement afin de satisfaire aux normes Euro VI, Stage IV et Tier 4B,
- 2012 - 23 juillet : FPT fête le million de moteurs TECTOR-NEF fabriqué à Turin en 12 ans,